# Kör Yusuf Ziyaüddin Pascià
Kör Yusuf Ziyaüddin Pascià letteralmente "Yusuf Ziyaüddin Pascià il cieco",  conosciuto anche come Yusuf Ziya Pascià (... – Chio, 1819) è stato un politico e militare ottomano di origine georgiana.
Servì due volte come Gran Visir dell'Impero Ottomano nel 1798– 1805 e 1809-1811. Prima, tra e dopo il suo mandato come gran visir, ha servito numerosi incarichi come governatore di varie province e distretti in tutto l'impero. Come gran visir, comandò le forze di terra ottomane contro l'esercito francese nella riconquista ottomana dell'Egitto e in seguito prestò servizio come comandante nelle guerre ottomane con l'Impero russo.

## Primi anni
La data di nascita di Kör Yusuf non è nota. Era di origine georgiana. A seguito di un incidente mentre giocava al giavellotto fu accecato da un occhio, da qui il suo nome Kör ("Cieco"). Kör Yusuf era noto per il suo fatalismo e la sua devozione, oltre che per essere un comandante competente. Kör Yusuf ha iniziato la sua carriera come impiegato del governo, poi come intendente alle miniere. Fu promosso al grado di visir e fu nominato governatore dell'Eyalet di Diyarbekir nel 1793, poi dell'Eyalet di Erzurum nel 1794 e dell'Eyalet di Childir e dell'Eyalet di Trabzon nel 1796.

## Gran Visierato
Kör Yusuf fu nominato gran visir il 25 ottobre 1798 durante il sultanato di Selim III. Era coinvolto negli affari sia del governo centrale che delle province periferiche. Durante il suo primo mandato, lui ei suoi figli, Mehmet Beg e Sabit Yusuf Beg, acquistarono numerosi appalti di riscossione delle imposte fiscali (tax farm) nell'Eyalet di Diyarbekir, e Kör Yusuf possedeva anche la metà dell'impianto di raffinazione del rame nella città di Diyarbekir.
Nel 1799, gli fu assegnato il comando di una forza di terra ottomana mobilitata a Üsküdar per riaffermare il controllo ottomano sull'Egitto e cacciare le forze francesi che occupavano quella provincia durante la campagna francese nell'Impero Ottomano. Nella mobilitazione iniziale, l'esercito di Kör Yusuf era composto da 15000 soldati, ma dopo aver reclutato soldati da Aleppo e Damasco il numero crebbe a 25000 quando l'esercito ottomano raggiunse l'Egitto dal suo punto di smistamento a Gaza. Gli Arnavut costituivano la più grande componente delle forze di Kör Yusuf ed erano inclini alla rivolta. Altri componenti includevano una cavalleria di 5000 uomini e un contingente di giannizzeri. Nel gennaio 1800, Kör Yusuf firmò la convenzione di al-Arish con il generale francese Jean Baptiste Kléber e l'ammiraglio britannico Sidney Smith, che chiedeva l'evacuazione delle forze francesi dall'Egitto. Tuttavia, il conflitto riprese e le forze di Kléber sconfissero l'esercito ottomano e le forze alleate dei mamelucchi a Heliopolis a marzo. Kléber fu assassinato a metà giugno e, dopo le vittorie dell'alleanza ottomano-britannica, i francesi furono sconfitti nel dicembre 1801.
Quando Kör Yusuf entrò al Cairo, i cristiani furono accusati di collaborare con i francesi giustiziati o esiliati e sequestrò loro grandi quantità di ricchezza. Rimase al Cairo per inviare l'amir al-hajj al comando della carovana di pellegrini Hajj alla Mecca. Dopo aver sistemato alcuni degli affari dell'Egitto all'indomani del ritiro francese, Kör Yusuf lasciò l'Egitto per la Siria. Il 21 aprile 1805, Kör Yusuf si dimise dall'incarico di gran visir e per un certo periodo rimase in isolamento a casa sua.

## Tarda carriera politica
Kör Yusuf fu nominato per un secondo mandato come governatore di Trebisonda nel marzo 1807. A settembre fu nominato governatore dell'Eyalet di Baghdad e dell'Eyalet di Bassora, e dell'Eyalet di Konya e dell'Eyalet di Aleppo in ottobre. Nel 1808 fu nominato un secondo mandato come governatore di Erzurum e gli fu dato il posto di alto rango di serark seraskeri (Comandante in capo dell'Est) rendendolo responsabile di tutte le forze militari ottomane dell'Eyalet di Diyarbekir, dell'Eyalet di Sivas, dell'Eyalet di Trabzon, del Sangiccato di Malatya, dell'Eyalet di Marash, del Sangiaccato di Chorum e dell'Eyalet di Mosul. Kör Yusuf si è comportato bene contro le forze dell'Impero russo ad Akhalkalaki.
Kör Yusuf fu nominato un secondo mandato come gran visir nel 1809 durante il sultanato di Mahmud II. Durante il suo secondo mandato, ha guidato per due anni gli sforzi contro i russi sul fronte rumeliano (Balcani meridionali). Fu licenziato come gran visir il 10 maggio 1811. Fu nominato governatore del Sangiaccato di Chio nel 1817, dopo essere stato nominato comandante di Sangiaccato di Eğriboz nel 1815. Kör Yusuf morì nell'isola di Chio nel 1819 e fu sepolto presso la tomba di Sheikh Ilyas sull'isola, oggi parte della Grecia.